# Chidobe Awuzie
Chidobe Awuzie (San José, California, 24 de mayo de 1995) es un jugador profesional estadounidense de fútbol americano que se desempeña en la posición de cornerback en Tennessee Titans, equipo de la National Football League (NFL).

## Carrera
Fue seleccionado en la segunda ronda en la Reunión Anual de Selección de Jugadores de la NFL de 2017. Hizo su debut profesional con el equipo Dallas Cowboys, en el cual jugó cuatro temporadas (2017-2021), luego pasó a los Cincinnati Bengals, donde jugó tres temporadas, en 2024 se cambió a Tennessee Titans.